# Szapolyai-család

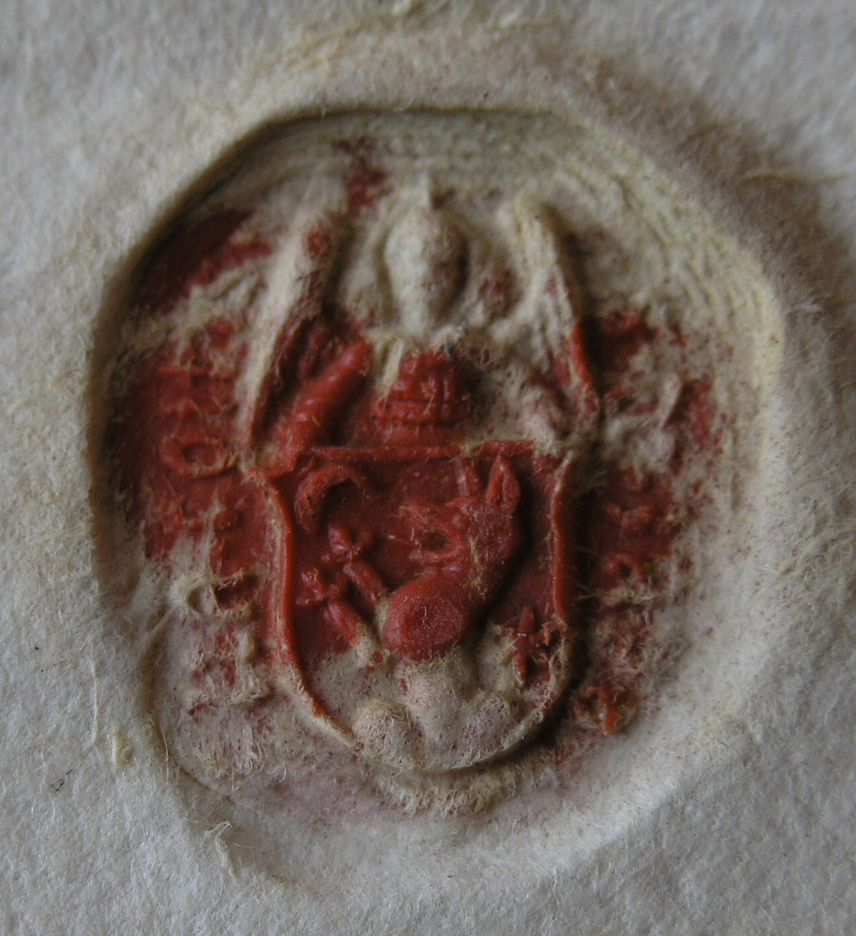
A család pecsétje

A Szapolyai-család (régies átírással Zápolya-család) kora újkori magyar uralkodócsalád, amely két királyt (I. Jánost és II. Jánost) adott az országnak. A család nevét Szapolya faluról kapta, azonban nem tisztázott, hogy a faluhoz köthető nemesi családok közül melyik az őse. Mivel a Szapolyai-család neve a 15. század dereka előtt ismeretlen, ez a korábbi évszázadokban tág teret adott a spekulációknak.

## Szapolya
Istvánffy Miklós Historiarum de rebus Ungaricis című művében azt írja, hogy Zápolya falu Szlavóniában, Csázma közelében volt, amely a török hódoltság alatt pusztult el.[forrás?] A szláv eredetű Zápolya név a magyaros Szapolyaira változott át.
A mai álláspont szerint a Pozsega vármegyei Zapolje volt ez a falu, amelynek közelében Tiszovcon (horvátul Tisovacon) már 1455 előtt kastélyt tudtak építeni.

## A család eredete
A Szapolyaiak származásával kapcsolatos rejtély megoldása még várat magára. Szapolya faluhoz több nemesi család köthető, így pl. a Dénesfiek, de nem lehet egyik ágához sem kötni a Szapolyaiakat.
A család első ismert tagja Benedek volt az Anjouk korában.[forrás?] Ennek fia Telegdi Tamás csanádi püspök (1350), kalocsai (1359), majd esztergomi érsek (1367–1375) volt.[forrás?]
A családot próbálták még a Rátót nemzetségbeli Kaplai családból is eredeztetni, de mégsem sikerült őket a nemzedékrendjükbe beilleszteni.

## A család felemelkedése
A legidősebb ismert Szapolyai, Szapolyai Imre apját Vajdafy Lászlónak hívták, azonban nem tudjuk, melyik ősük korábbi erdélyi vajdai vagy alvajdai tisztségviseléséhez köthető ezen megkülönböztető neve. A család Imre és öccsei – Miklós és István – idején vált az ország – a Hunyadi-család után – második, majd leggazdagabb családjává. 1465-ben Szapolyai Imrét Mátyás király szepesi örökletes főispánná – köznyelven gróffá – nevezte ki.
A család a lengyel Piast-házzal került rokonságba, amikor István 1483-ban Mátyás közbenjárására a ház egyik mellékágából származó Hedvig tescheni hercegnőt vette feleségül, aki így a későbbi I. János magyar király anyja lett. További kapcsolatot jelentett a két dinasztia között, amikor János húgát, Borbálát I. Zsigmond lengyel király 1512-ben feleségül vette. János így II. Ulászló magyar király sógora is lett. Ez a házasság Borbála halála miatt csak három évig tartott, de 1539-ben János vette feleségül Zsigmond második házasságából való lányát, Izabellát, akitől János Zsigmond magyar király, az első erdélyi fejedelem született.

## Családfa
- János, fl. 1437
  - Szapolyai László (–1459 előtt), másképpen Vajdafi László, az első három Szapolyai-testvér apja[10] felesége: Katalin (fl. 1463)
    - Miklós (? – 1468), erdélyi püspök, Imre bátyja[11]
    - Szapolyai Imre (1462 – 1487. szeptember 12.) főúr, nádor, horvát–szlavón bán, felesége: pelsőczi Bebek Orsolya
    - Szapolyai István (1462 – Pápa, 1499. december 23.) főúr, nádor. Trencsén főispánja, Első felesége: ¹Katalin, második felesége ²hommonai Drugeth Simon lánya, harmadik felesége (1483. 8. 11.) ³Jadwiga Teschen-i herceg kisasszony (~1469—1521. április 6.)
      - ¹Krisztina, (–1526. február 28., férje Drugeth de Homonna János (b.é. 1486-1512)
      - ²Magdolna
      - ²Veronika, férje: Buthkai Péter
      - ³Borbála lengyel királyné és litván nagyhercegné, (Trencsén 1495 – Krakkó 1515. október 2.). Férje (1512. február 28.) [[I. Zsigmond lengyel király|I. Zsigmond lengyel király (1467. január 1. – 1548. április 1.).
      - ³Szapolyai János (Szepesvár, 1487. február 2. – Szászsebes, 1540. július 17/21.) I. János néven választott magyar király. Felesége (1539. február 23.) Jagelló Izabella (1519. január 18. – Gyulafehérvár, 1559. szeptember 15.)
        - János Zsigmond (Buda, 1540. július 7. – Gyulafehérvár, 1571. március 14.) magyar király (1540–1551, 1556–1570), Erdélyi fejedelme (1570–1571)

      - ³Szapolyai György (~1488 – Mohács, 1526. augusztus 29.)[12]

    - Szapolyai Orsolya (~1500. március 7.). Férje: Perneszy Pál (fl. 1424–1470)  alnádor (1447–1460), horvátországi, dalmáciai és szlavóniai bán